# Schnottwil
Schnottwil est une commune suisse du canton de Soleure, située dans le district de Bucheggberg.

## Personnalités liées à la commune
- Thomas Hauert (1967), danseur et chorégraphe suisse né à Schnottwil